# Hoofdklasse schaken 1957/58
In het Hoofdklasse-seizoen 1957/58 werd gestreden door acht teams van schaakverenigingen om het landskampioenschap van Nederland. De Amsterdamsche Schaakclub (ASC) wist voor de negende keer in zijn historie de landstitel te veroveren. 

## Competitieverloop
Het Hilversums Schaakgenootschap en Schaakvereniging Spangen waren het vorige seizoen naar de Hoofdklasse gepromoveerd ten koste van VVGA en de NRSV.
Het seizoen werd gekenmerkt door de slechte resultaat van regerend kampioen VAS. In de eerste wedstrijd werd direct verloren van promovendus HSG, en na drie wedstrijden had de club nog slechts één matchpunt vergaard. In de tweede helft van het seizoen krabbelde het VAS op, en wist uiteindelijk met zes matchpunten het seizoen af te sluiten.
Stadgenoot ASC startte de competitie een stuk beter met 6 matchpunten uit drie wedstrijden. In de rondes daarna moest de ASC toch wat verliespunten incasseren, maar kon desalniettemin het kampioenschap opeisen. In het team van ASC speelden onder meer Max Euwe, Lodewijk Prins, Hans Bouwmeester en Constant Orbaan. Discendo Discimus eindigde op hetzelfde aantal matchpunten, maar eindigde op bordpunten op de tweede plaats.
Van de promovendi wist HSG wist zich te handhaven, maar dat gold niet voor Spangen, wier verblijf op het hoogste niveau slechts een jaar duurde. Schaakclub Utrecht degradeerde eveneens. De degradanten werden in het volgende seizoen 1958/59 vervangen door VVGA uit Amsterdam en de Haagsche Christelijke Schaakvereniging.

## Uitslagen

### Ronde 1 - 26 en 27 oktober 1957[3]
VAS - HSG 3½ - 6½
ASC - Utrecht 8 - 2
Philidor - DD 4-6
Spangen - Rotterdam 4-6

### Ronde 2 - 16 en 17 november 1957
Philidor - Spangen 6 - 4
DD - VAS 5-5
HSG - ASC 3½-6½
Utrecht - Rotterdam 4½-5½

### Ronde 3 - december 1957
ASC - DD 5½ - 4½
VAS - Philidor 4½ - 5½ 
Rotterdam - HSG 5½-4½
Spangen - Utrecht 6-4

### Ronde 4 - januari 1958
DD - Rotterdam 5½-4½
VAS - Spangen 8-2
HSG - Utrecht 7-3
Philidor - ASC 6 - 4 

### Ronde 5 - februari 1958
Spangen - HSG 3-4 (voorlopig)
Utrecht - DD 2½ - 7½
ASC - VAS 5-5
Rotterdam - Philidor 6-4

### Ronde 6
ASC - Spangen 6½ - 3½
VAS - Rotterdam 4-6
DD - HSG 4½ - 2½ (voorlopig)
Philidor - Utrecht 5½-4½

### Ronde 7
Utrecht - VAS 1-9
Rotterdam - ASC ½-7½ (voorlopig)
Spangen - DD 4½-5½
HSG - Philidor 4-6

## Eindstand[2]
| # | Team        | MP | BP  | 1  | 2  | 3  | 4  | 5  | 6  | 7  | 8  |
| - | ----------- | -- | --- | -- | -- | -- | -- | -- | -- | -- | -- |
| 1 | ASC         | 11 |     | -- | 5½ | 4  |    | 5  | 6½ | 6½ | 8  |
| 2 | DD          | 11 |     | 4½ | -- | 6  | 5½ | 5  |    | 5½ | 7½ |
| 3 | Philidor    | 10 | 36½ | 6  | 4  | -- | 4  | 5½ | 5½ | 6  | 5½ |
| 4 | Rotterdam   | 10 |     |    | 4½ | 6  | -- | 6  | 5½ | 6  | 5½ |
| 5 | VAS (K)     | 6  | 39  | 5  | 5  | 4½ | 4  | -- | 3½ | 8  | 9  |
| 6 | HSG (N)     | 6  |     | 3½ | 4½ | 4  | 4½ | 6½ | -- |    | 7  |
| 7 | Spangen (N) | 2  |     | 3½ | 4½ | 4  | 4  | 2  |    | -- | 6  |
| 8 | Utrecht     | 0  | 21½ | 2  | 2½ | 3½ | 4½ | 1  | 3  | 4  | -- |

#### Legenda
|  | Landskampioen |
|  | Degradant     |

Eerste klasse

1920/21 · 1921/22 · 1922/23 · 1923/24 · 1924/25 · 1925/26 · 1926/27 · 1927/28 · 1928/29 · 1929/30 · 1930/31 · 1931/32 · 1932/33 · 1933/34 · 1934/35 · 1935/36 · 1936/37 · 1937/38 · 1938/39 · 1939/40 · 1940/41 · 1941/42
Hoofdklasse

1942/43 · 1943/44 · 1944/45 · 1945/46 · 1946/47 · 1947/48 · 
1948/49 · 1949/50 · 1950/51 · 1951/52 · 1952/53 · 1953/54 · 1954/55 · 1955/56 · 1956/57 · 1957/58 · 1958/59 · 1959/60 · 1960/61 · 1961/62 · 1962/63 · 1963/64 · 1964/65 · 1965/66 · 1966/67 · 1967/68 · 1968/69 · 1969/70 · 1970/71 · 1971/72 · 1972/73 · 1973/74 · 1974/75 · 1975/76 · 1976/77 · 1977/78 · 1978/79 · 1979/80 · 1980/81 · 1981/82 · 1982/83 · 1983/84 · 1984/85 · 1985/86 · 1986/87 · 1987/88 · 1988/89 · 1990/91 · 1991/92 · 1992/93 · 1993/94 · 1994/95 · 1995/96
Meesterklasse

1996/97 · 1997/98 · 1998/99 · 1999/00 · 2000/01 · 2001/02 · 2002/03 · 2003/04 · 2004/05 · 2005/06 · 2006/07 · 2007/08 · 2008/09 · 2009/10 · 2010/11 · 2011/12 · 2012/13 · 2013/14 · 2014/15 · 2015/16 · 2016/17 · 2017/18· 2018/19 · 2019/20 · 2020/21 · 2021/22 · 2022/23 · 2023/24 · 2024/25